# Paral·lelisme (geometria)

Les rectes a i b són paral·leles.

Tres plans paral·lels

En geometria, el paral·lelisme  és una relació que s'estableix entre rectes o plans.
Dues rectes contingudes en un pla són paral·leles si bé són una i la mateixa recta o per contra no comparteixen cap punt. En el pla cartesià, dues rectes són paral·leles si tenen la mateixa pendent.
De manera semblant, en l'espai, dos plans són paral·lels si bé són un i el mateix pla o bé no comparteixen cap punt.

## Notació
{\displaystyle a\parallel b}  (recta paral·lela ab) 

## Axioma d'unicitat
L'axioma que distingeix a la geometria euclidiana d'altres geometries és el següent: En un pla, per un punt exterior a una recta passa una i només una paral·lela a aquesta recta.

## Propietats
- Reflexiva: Tota recta és paral·lela a si mateixa:

a || a
- Simètrica: Si una recta és paral·lela a una altra, aquella és paral·lela a la primera:

Si a || b {\displaystyle \Rightarrow } b || a
Aquestes dues propietats es dedueixen de la intersecció de conjunts i no depenen de l'axioma d'unicitat.
- Transit: Si una recta és paral·lela a una altra, i aquesta al seu torn paral·lela a una tercera, la primera és paral·lela a la tercera:

Si a || b {\displaystyle \wedge } b || c {\displaystyle \Rightarrow } a || c

## Teoremes
- En un pla, dues rectes perpendiculars a una tercera són paral·leles entre si.
- Si una recta talla a una altra recta, llavors talla a totes les paral·leles d'aquesta (en un pla).

Les demostracions d'aquests dos teoremes i la tercera propietat, fan servir l'axioma d'unicitat.